# Батырбеков, Гадлет Андиянович
Гадлет Андиянович Батырбеков (1934—2019) — советский и казахстанский учёный, первый генеральный директор Национального ядерного центра РК (НЯЦ РК).

## Биография
Родился 10 января 1934 года в Алма-Ате. Происходит из рода жастабан племени абак керей.
Окончил гидроэнергетический факультет Московского энергетического института (1957). В 1958 году принят на работу в Институт ядерной физики АН КазССР на должность младшего научного сотрудника и направлен на стажировку в Институт Атомной энергии (специализация — ядерные реакторы).
С 1960 по 1963 г. аспирант Физико-энергетического института (г. Обнинск). После защиты кандидатской диссертации вернулся в Институт ядерной физики АН КазССР. В 1980—1993 гг. заместитель директора по науке, одновременно руководил лабораторией физических и технологических проблем атомной энергетики.
Занимался исследованиями лазеров с ядерным возбуждением в ядерном реакторе.
В 1987 в ФЭИ защитил докторскую диссертацию (технические науки). В 1990 г. присвоено звание профессора по специальности «Ядерные энергетические установки».
Постановлением Кабинета Министров РК от 15 января 1993 г. назначен первым Генеральным директором Национального ядерного центра РК (НЯЦ РК) (до 1996).
Научная сфера — проблемы физики и техники реакторов ядерной энергетики.
Автор монографии:
- Системный сравнительный анализ проектов современных энергетических ядерных реакторов с водой под давлением (PWR. BBЭР) и кипящей (BWR). Современные технологии безопасности АЭС и ядерные топливные циклы разных стран : монография / Г. А. Батырбеков ; Нац. ядерный центр РК, Ин-т ядерной физики. — Алматы : [б. и.], 2013. — 596 с. : ил., табл. — Библиогр.: с. 587—593. — ISBN 9965-675-86-4 :

Награждён медалями СССР «За трудовую доблесть» (1986) и «За доблестный труд» (1982), Орденом «Парасат» (2007), золотым знаком отличия «Заслуженный работник атомной отрасли РК».
Лауреат Государственной премии Республики Казахстан в области науки и техники за 2009 год (в составе коллектива) — за создание многофункциональной экспериментальной базы, разработку и внедрение ядерно-физических методов исследований, фундаментальные и прикладные исследования в области ядерной физики, физики твердого тела и радиационного материаловедения, создание ядерных, радиационных и ионно-плазменных технологий и решение проблем подготовки высококвалифицированных кадров.
Умер 2 апреля 2019 года.
Сын — Батырбеков Эрлан Гадлетович (родился 15 февраля 1961 года) — также по профессии является ядерным физиком.